# Liga mistrů UEFA 2008/2009
Sezóna 2008/09 Ligy mistrů byla 54. ročníkem klubové soutěže pro nejlepší evropské fotbalové týmy. Obhájcem soutěže byl anglický klub Manchester United FC. Finálový zápas se odehrál na římském stadionu Stadio Olimpico 27. května 2009. Vítěz turnaje, FC Barcelona, se kvalifikoval na Mistrovství světa ve fotbale klubů 2009, stejně jako do Superpoháru UEFA 2009.

## Účastnická místa
Tohoto ročníku se účastnilo celkem 76 týmů z 52 členských zemí UEFA (Lichtenštejnsko neorganizuje žádnou vlastní ligovou soutěž). Každá země má přidělen počet míst podle koeficientů UEFA. Žebříček UEFA určuje počet týmů v nadcházející sezóně, a to v první sezóně po zveřejnění žebříčku. Proto je rozdělení týmů v letech 2008-09 podle pořadí v žebříčku UEFA v roce 2007, ne 2008. Obhájce titulu, Manchester United FC, získal místo ve skupinové fázi prostřednictvím svého domácího ligového umístění, místo vyhrazené pro obhájce titulu tedy nebylo využito.
Níže je kvalifikační systém pro Ligu mistrů UEFA 2008/09:
- Země 1-3 (Španělsko, Anglie a Itálie): 4 týmy
- Země 4-6 (Francie, Německo a Portugalsko): 3 týmy
- Země 7-15 (Rumunsko, Nizozemsko, Rusko, Skotsko, Ukrajina, Belgie, Česko, Turecko a Řecko): 2 týmy
- Země 16-53: 1 tým

1. předkolo: (28 týmů)
- 28 mistrů ze zemí 25-53

2. předkolo: (28 týmů)
- 14 vítězů z 1. předkola
- 8 mistrů ze zemí 17-24 (Švýcarsko, Norsko, Izrael, Srbsko, Dánsko, Rakousko, Polsko a Maďarsko)
- 6 týmů ze druhých míst zemí 10-15

3. předkolo: (32 týmů)
- 14 vítězů z 2. předkola
- 6 mistrů ze zemí 11-16
- 3 týmy ze druhých míst zemí 7-9
- 6 týmů ze třetích míst zemí 1-6
- 3 týmy ze čtvrtých míst zemí 1-3

Skupinová fáze: (32 týmů)
- 16 vítězů 3. předkola
- 10 mistrů ze zemí 1-10
- 6 týmů ze druhých míst zemí 1-6

## Účastníci
| Skupinová fáze         | Skupinová fáze           | Skupinová fáze    | Skupinová fáze           |
| ---------------------- | ------------------------ | ----------------- | ------------------------ |
| Real Madrid            | Inter Milán              | FC Bayern Mnichov | CFR Kluž                 |
| Villarreal             | AS Řím                   | SV Werder Bremen  | PSV Eindhoven            |
| Manchester United FCOP | Olympique Lyon           | FC Porto          | FK Zenit Sankt-Petěrburg |
| Chelsea FC             | FC Girondins de Bordeaux | Sporting CP       | Celtic FC                |
| Třetí předkolo         |                          |                   |                          |
| Barcelona              | Fiorentina               | Twente            | Slavia Praha             |
| Atlético Madrid        | Marseille                | FK Spartak Moskva | Galatasaray SK           |
| Arsenal FC             | Schalke 04               | FK Šachtar Doněck | Olympiakos Pireus        |
| Liverpool FC           | Vitória SC               | Standard Liège    | Levski Sofia             |
| Juventus FC            | FC Steaua București      |                   |                          |
| Druhé předkolo         |                          |                   |                          |
| Rangers FC             | Fenerbahçe SK            | Bejtar Jeruzalém  | SK Rapid Wien            |
| FK Dynamo Kyjev        | Panathinaikos            | Partizan          | Wisla Krakov             |
| RSC Anderlecht         | FC Basel 1893            | Aalborg BK        | MTK Budapešť             |
| AC Sparta Praha        | Brann Bergen             |                   |                          |
| První předkolo         |                          |                   |                          |
| Artmedia Petržalka     | Kaunas                   | FK BATE           | Llanelli                 |
| GNK Dinamo Zagreb      | Tampere United           | Dinamo Tirana     | NSÍ Runavík              |
| Anorthosis Famagusta   | Sheriff Tiraspol         | Levadia           | F91 Dudelange            |
| IFK Göteborg           | Drogheda United          | FC Pjunik Jerevan | Valletta                 |
| Domžale                | Dinamo Tbilisi           | FK Inter Baku     | Santa Coloma             |
| Modriča                | Rabotnički               | FK Aktobe         | Murata                   |
| Ventspils              | Valur                    | Linfield          | Budućnost Podgorica      |

OP Obhájce poháru

## Termíny
| Fáze            | Kolo             | Termín losu       | První zápas                      | Odveta                   |
| --------------- | ---------------- | ----------------- | -------------------------------- | ------------------------ |
| Předkola        | První předkolo   | 1. července 2008  | 15. července – 16. července 2008 | 22. – 23. července 2008  |
| Předkola        | Druhé předkolo   | 1. července 2008  | 29. – 30. července 2008          | 5. – 6. srpna 2008       |
| Předkola        | Třetí předkolo   | 1. srpna 2008     | 12. – 13. srpna 2008             | 26. – 27. srpna 2008     |
| Skupinová fáze  | První hrací den  | 28. srpna 2008    | 16. – 17. září 2008              | 16. – 17. září 2008      |
| Skupinová fáze  | Druhý hrací den  | 28. srpna 2008    | 30. září – 1. října 2008         | 30. září – 1. října 2008 |
| Skupinová fáze  | Třetí hrací den  | 28. srpna 2008    | 21. – 22. října 2008             | 21. – 22. října 2008     |
| Skupinová fáze  | Čtvrtý hrací den | 28. srpna 2008    | 4. – 5. listopadu 2008           | 4. – 5. listopadu 2008   |
| Skupinová fáze  | Pátý hrací den   | 28. srpna 2008    | 25. – 26. listopadu 2008         | 25. – 26. listopadu 2008 |
| Skupinová fáze  | Šestý hrací den  | 28. srpna 2008    | 9. – 10. prosince 2008           | 9. – 10. prosince 2008   |
| Vyřazovací fáze | Osmifinále       | 19. prosince 2008 | 24. – 25. února 2009             | 10. – 11. března 2009    |
| Finálová fáze   | Čtvrtfinále      | 20. března 2009   | 7. – 8. dubna 2009               | 14. – 15. dubna 2009     |
| Finálová fáze   | Semifinále       | 20. března 2009   | 28. – 29. dubna 2009             | 5. – 6. května 2009      |
| Finálová fáze   | Finále           | 20. března 2009   | 27. května 2009 v Římě           | 27. května 2009 v Římě   |

## Předkola

### 1. předkolo
Los prvního a druhého předkola se uskutečnil 1. července 2008 ve švýcarském Nyonu. Úvodní zápasy se odehrály 15. a 16. července, odvety 22. a 23. července 2008.
| Domácí v 1. zápase   | Celkem | Hosté v 1. zápase  | 1. zápas | 2. zápas |
| -------------------- | ------ | ------------------ | -------- | -------- |
| Linfield             | 1:3    | GNK Dinamo Zagreb  | 0:2      | 1:1      |
| Valletta             | 0:3    | Artmedia Petržalka | 0:2      | 0:1      |
| Dinamo Tbilisi       | 3:1    | NSÍ Runavík        | 3:0      | 0:1      |
| Santa Coloma         | 1:7    | Kaunas             | 1:4      | 1:3      |
| Murata               | 0:9    | IFK Göteborg       | 0:5      | 0:4      |
| Llanelli             | 1:4    | Ventspils          | 1:0      | 0:4      |
| Anorthosis Famagusta | 3:0    | FC Pjunik Jerevan  | 1:0      | 2:0      |
| FK Inter Baku        | 1:1    | Rabotnički         | 0:0      | 1:1      |
| Tampere United       | 3:2    | Budućnost          | 2:1      | 1:1      |
| F91 Dudelange        | 0:3    | Domžale            | 0:1      | 0:2      |
| Dinamo Tirana        | 1:4    | Modriča            | 0:2      | 1:2      |
| FK Aktobe            | 1:4    | Sheriff Tiraspol   | 1:0      | 0:4      |
| Drogheda United      | 3:1    | Levadia            | 2:1      | 1:0      |
| FK BATE              | 3:0    | Valur              | 2:0      | 1:0      |

### 2. předkolo
Úvodní zápasy se odehrály 29. a 30. července, odvety pak 5. a 6. srpna 2008.
| Domácí v 1. zápase   | Celkem | Hosté v 1. zápase  | 1. zápas | 2. zápas |
| -------------------- | ------ | ------------------ | -------- | -------- |
| Rangers FC           | 1:2    | Kaunas             | 0:0      | 1:2      |
| Brann Bergen         | 2:2    | Ventspils          | 1:0      | 1:2      |
| FK Inter Baku        | 1:3    | Partizan           | 1:1      | 0:2      |
| Tampere United       | 3:7    | Artmedia Petržalka | 1:3      | 2:4      |
| Anorthosis Famagusta | 4:3    | SK Rapid Wien      | 3:0      | 1:3      |
| Domžale              | 2:6    | GNK Dinamo Zagreb  | 0:3      | 2:3      |
| Panathinaikos        | 3:0    | Dinamo Tbilisi     | 3:0      | 0:0      |
| IFK Göteborg         | 3:5    | FC Basel 1893      | 1:1      | 2:4      |
| Sheriff Tiraspol     | 0:3    | AC Sparta Praha    | 0:1      | 0:2      |
| Drogheda United      | 3:3    | FK Dynamo Kyjev    | 1:1      | 2:2      |
| RSC Anderlecht       | 3:4    | FK BATE            | 1:2      | 2:2      |
| Bejtar Jeruzalém FC  | 2:6    | Wisla Krakov       | 2:1      | 0:5      |
| Fenerbahçe SK        | 7:0    | MTK Budapešť       | 2:0      | 5:0      |
| Aalborg BK           | 7:1    | Modriča            | 5:0      | 2:1      |

### 3. předkolo
Los se uskutečnil 1. srpna 2008. Úvodní zápasy se odehrály 12. a 13. srpna, zatímco odvety 26. a 27. srpna. Poražené týmy nastoupily v 1. kole Poháru UEFA.
| Domácí v 1. zápase   | Celkem | Hosté v 1. zápase      | 1. zápas | 2. zápas |
| -------------------- | ------ | ---------------------- | -------- | -------- |
| Anorthosis Famagusta | 3:1    | Olympiakos Pireus      | 3:0      | 0:1      |
| Vitória SC           | 1:2    | FC Basel 1893          | 0:0      | 1:2      |
| FK Šachtar Doněck    | 5:1    | GNK Dinamo Zagreb      | 2:0      | 3:1      |
| Schalke 04           | 1:4    | Atlético Madrid        | 1:0      | 0:4      |
| Aalborg BK           | 4:0    | Kaunas                 | 2:0      | 2:0      |
| Barcelona            | 4:1    | Wisla Krakov           | 4:0      | 0:1      |
| PFK Levski Sofia     | 1:2    | FK BATE                | 0:1      | 1:1      |
| Standard Liège       | 0:1    | Liverpool FC           | 0:0      | 0:1 (pp) |
| Partizan             | 3:4    | Fenerbahçe SK          | 2:2      | 1:2      |
| Twente               | 0:6    | Arsenal FC             | 0:2      | 0:4      |
| FK Spartak Moskva    | 2:8    | FK Dynamo Kyjev        | 1:4      | 1:4      |
| Juventus FC          | 5:1    | Artmedia Petržalka     | 4:0      | 1:1      |
| Brann Bergen         | 1:3    | Olympique de Marseille | 0:1      | 1:2      |
| ACF Fiorentina       | 2:0    | SK Slavia Praha        | 2:0      | 0:0      |
| Galatasaray SK       | 2:3    | FC Steaua București    | 2:2      | 0:1      |
| AC Sparta Praha      | 1:3    | Panathinaikos Athény   | 1:2      | 0:1      |

## Základní skupiny
Los základních skupin se uskutečnil 28. srpna 2008 v Monaku.
| Vysvětlivky k barevným označením tabulek     |
| -------------------------------------------- |
| Tým postoupil do osmifinále.                 |
| Tým postoupil do 3. kola poháru UEFA.        |
| Tým vyřazen z evropských pohárových soutěží. |

### Skupina A
| # | Klub                     | Z | V | R | P | GV | GO | GR | B  |
| 1 | AS Řím                   | 6 | 4 | 0 | 2 | 12 | 6  | +6 | 12 |
| 2 | Chelsea FC               | 6 | 3 | 2 | 1 | 9  | 5  | +4 | 11 |
| 3 | FC Girondins de Bordeaux | 6 | 2 | 1 | 3 | 5  | 11 | -6 | 7  |
| 4 | CFR Kluž                 | 6 | 1 | 1 | 4 | 5  | 9  | -4 | 4  |

| Domácí                   | Výsledek | Hosté                    |
| ------------------------ | -------- | ------------------------ |
| Chelsea FC               | 4 : 0    | FC Girondins de Bordeaux |
| AS Řím                   | 1 : 2    | CFR Kluž                 |
| CFR Kluž                 | 0 : 0    | Chelsea FC               |
| FC Girondins de Bordeaux | 1 : 3    | AS Řím                   |
| FC Girondins de Bordeaux | 1 : 0    | CFR Kluž                 |
| Chelsea FC               | 1 : 0    | AS Řím                   |
| CFR Kluž                 | 1 : 2    | FC Girondins de Bordeaux |
| AS Řím                   | 3 : 1    | Chelsea FC               |
| FC Girondins de Bordeaux | 1 : 1    | Chelsea FC               |
| CFR Kluž                 | 1 : 3    | AS Řím                   |
| Chelsea FC               | 2 : 1    | CFR Kluž                 |
| AS Řím                   | 2 : 0    | FC Girondins de Bordeaux |

### Skupina B
| # | Klub                 | Z | V | R | P | GV | GO | GR | B  |
| 1 | Panathinaikos FC     | 6 | 3 | 1 | 2 | 8  | 7  | +1 | 10 |
| 2 | Inter Milán          | 6 | 2 | 2 | 2 | 8  | 7  | +1 | 8  |
| 3 | SV Werder Bremen     | 6 | 1 | 4 | 1 | 7  | 9  | -2 | 7  |
| 4 | Anorthosis Famagusta | 6 | 1 | 3 | 2 | 8  | 8  | 0  | 6  |

| Domácí               | Výsledek | Hosté                |
| -------------------- | -------- | -------------------- |
| Panathinaikos FC     | 0 : 2    | Inter Milán          |
| SV Werder Bremen     | 0 : 0    | Anorthosis Famagusta |
| Anorthosis Famagusta | 3 : 1    | Panathinaikos FC     |
| Inter Milán          | 1 : 1    | SV Werder Bremen     |
| Inter Milán          | 1 : 0    | Anorthosis Famagusta |
| Panathinaikos FC     | 2 : 2    | SV Werder Bremen     |
| Anorthosis Famagusta | 3 : 3    | Inter Milán          |
| SV Werder Bremen     | 0 : 3    | Panathinaikos FC     |
| Inter Milán          | 0 : 1    | Panathinaikos FC     |
| Anorthosis Famagusta | 2 : 2    | SV Werder Bremen     |
| Panathinaikos FC     | 1 : 0    | Anorthosis Famagusta |
| SV Werder Bremen     | 2 : 1    | Inter Milán          |

### Skupina C
| # | Klub              | Z | V | R | P | GV | GO | GR  | B  |
| 1 | FC Barcelona      | 6 | 4 | 1 | 1 | 18 | 8  | +10 | 13 |
| 2 | Sporting CP       | 6 | 4 | 0 | 2 | 8  | 8  | 0   | 12 |
| 3 | FK Šachtar Doněck | 6 | 3 | 0 | 3 | 11 | 7  | +4  | 9  |
| 4 | FC Basel 1893     | 6 | 0 | 1 | 5 | 2  | 16 | -14 | 1  |

| Domácí            | Výsledek | Hosté             |
| ----------------- | -------- | ----------------- |
| FC Basel 1893     | 1 : 2    | FK Šachtar Doněck |
| FC Barcelona      | 3 : 1    | Sporting CP       |
| Sporting CP       | 2 : 0    | FC Basel 1893     |
| FK Šachtar Doněck | 1 : 2    | FC Barcelona      |
| FK Šachtar Doněck | 0 : 1    | Sporting CP       |
| FC Basel 1893     | 0 : 5    | FC Barcelona      |
| Sporting CP       | 1 : 0    | FK Šachtar Doněck |
| FC Barcelona      | 1 : 1    | FC Basel 1893     |
| FK Šachtar Doněck | 5 : 0    | FC Basel 1893     |
| Sporting CP       | 2 : 5    | FC Barcelona      |
| FC Basel 1893     | 0 : 1    | Sporting CP       |
| FC Barcelona      | 2 : 3    | FK Šachtar Doněck |

### Skupina D
| # | Klub            | Z | V | R | P | GV | GO | GR | B  |
| 1 | Liverpool FC    | 6 | 4 | 2 | 0 | 11 | 5  | +6 | 14 |
| 2 | Atlético Madrid | 6 | 3 | 3 | 0 | 9  | 4  | +5 | 12 |
| 3 | Marseille       | 6 | 1 | 1 | 4 | 5  | 7  | -2 | 4  |
| 4 | PSV Eindhoven   | 6 | 1 | 0 | 5 | 5  | 14 | -9 | 3  |

| Domácí          | Výsledek | Hosté           |
| --------------- | -------- | --------------- |
| PSV Eindhoven   | 0 : 3    | Atlético Madrid |
| Marseille       | 1 : 2    | Liverpool FC    |
| Liverpool FC    | 3 : 1    | PSV Eindhoven   |
| Atlético Madrid | 2 : 1    | Marseille       |
| Atlético Madrid | 1 : 1    | Liverpool FC    |
| PSV Eindhoven   | 2 : 0    | Marseille       |
| Liverpool FC    | 1 : 1    | Atlético Madrid |
| Marseille       | 3 : 0    | PSV Eindhoven   |
| Atlético Madrid | 2 : 1    | PSV Eindhoven   |
| Liverpool FC    | 1 : 0    | Marseille       |
| PSV Eindhoven   | 1 : 3    | Liverpool FC    |
| Marseille       | 0 : 0    | Atlético Madrid |

### Skupina E
| # | Klub                 | Z | V | R | P | GV | GO | GR | B  |
| 1 | Manchester United FC | 6 | 2 | 4 | 0 | 9  | 3  | +6 | 10 |
| 2 | Villarreal CF        | 6 | 2 | 3 | 1 | 9  | 7  | +2 | 9  |
| 3 | Aalborg BK           | 6 | 1 | 3 | 2 | 9  | 14 | -5 | 6  |
| 4 | Celtic FC            | 6 | 1 | 2 | 3 | 4  | 7  | -3 | 5  |

| Domácí               | Výsledek | Hosté                |
| -------------------- | -------- | -------------------- |
| Manchester United FC | 0 : 0    | Villarreal CF        |
| Celtic FC            | 0 : 0    | Aalborg BK           |
| Aalborg BK           | 0 : 3    | Manchester United FC |
| Villarreal CF        | 1 : 0    | Celtic FC            |
| Villarreal CF        | 6 : 3    | Aalborg BK           |
| Manchester United FC | 3 : 0    | Celtic FC            |
| Aalborg BK           | 2 : 2    | Villarreal CF        |
| Celtic FC            | 1 : 1    | Manchester United FC |
| Villarreal CF        | 0 : 0    | Manchester United FC |
| Aalborg BK           | 2 : 1    | Celtic FC            |
| Manchester United FC | 2 : 2    | Aalborg BK           |
| Celtic FC            | 2 : 0    | Villarreal CF        |

### Skupina F
| # | Klub                | Z | V | R | P | GV | GO | GR | B  |
| 1 | FC Bayern Mnichov   | 6 | 4 | 2 | 0 | 12 | 4  | +8 | 14 |
| 1 | Olympique Lyon      | 6 | 3 | 2 | 1 | 14 | 10 | +4 | 11 |
| 3 | ACF Fiorentina      | 6 | 1 | 3 | 2 | 5  | 8  | -3 | 6  |
| 4 | FC Steaua București | 6 | 0 | 1 | 5 | 3  | 12 | -9 | 1  |

| Domácí              | Výsledek | Hosté               |
| ------------------- | -------- | ------------------- |
| FC Steaua București | 0 : 1    | FC Bayern Mnichov   |
| Olympique Lyon      | 2 : 2    | ACF Fiorentina      |
| ACF Fiorentina      | 0 : 0    | FC Steaua București |
| FC Bayern Mnichov   | 1 : 1    | Olympique Lyon      |
| FC Bayern Mnichov   | 3 : 0    | ACF Fiorentina      |
| FC Steaua București | 3 : 5    | Olympique Lyon      |
| ACF Fiorentina      | 1 : 1    | FC Bayern Mnichov   |
| Olympique Lyon      | 2 : 0    | FC Steaua București |
| FC Bayern Mnichov   | 3 : 0    | FC Steaua București |
| ACF Fiorentina      | 1 : 2    | Olympique Lyon      |
| FC Steaua București | 0 : 1    | ACF Fiorentina      |
| Olympique Lyon      | 2 : 3    | FC Bayern Mnichov   |

### Skupina G
| # | Klub            | Z | V | R | P | GV | GO | GR | B  |
| 1 | FC Porto        | 6 | 4 | 0 | 2 | 9  | 8  | +1 | 12 |
| 2 | Arsenal FC      | 6 | 3 | 2 | 1 | 11 | 5  | +6 | 11 |
| 3 | FK Dynamo Kyjev | 6 | 2 | 2 | 2 | 4  | 4  | 0  | 8  |
| 4 | Fenerbahçe SK   | 6 | 0 | 2 | 4 | 4  | 11 | -7 | 2  |

| Domácí          | Výsledek | Hosté           |
| --------------- | -------- | --------------- |
| FC Porto        | 3 : 1    | Fenerbahçe SK   |
| FK Dynamo Kyjev | 1 : 1    | Arsenal FC      |
| Arsenal FC      | 4 : 0    | FC Porto        |
| Fenerbahçe SK   | 0 : 0    | FK Dynamo Kyjev |
| Fenerbahçe SK   | 2 : 5    | Arsenal FC      |
| FC Porto        | 0 : 1    | FK Dynamo Kyjev |
| Arsenal FC      | 0 : 0    | Fenerbahçe SK   |
| FK Dynamo Kyjev | 1 : 2    | FC Porto        |
| Fenerbahçe SK   | 1 : 2    | FC Porto        |
| Arsenal FC      | 1 : 0    | FK Dynamo Kyjev |
| FC Porto        | 2 : 0    | Arsenal FC      |
| FK Dynamo Kyjev | 1 : 0    | Fenerbahçe SK   |

### Skupina H
| # | Klub                     | Z | V | R | P | GV | GO | GR | B  |
| 1 | Juventus FC              | 6 | 3 | 3 | 0 | 7  | 3  | +4 | 12 |
| 2 | Real Madrid              | 6 | 4 | 0 | 2 | 9  | 5  | +4 | 12 |
| 3 | FK Zenit Sankt-Petěrburg | 6 | 1 | 2 | 3 | 4  | 7  | -3 | 5  |
| 4 | FK BATE                  | 6 | 0 | 3 | 3 | 3  | 8  | -5 | 3  |

| Domácí                   | Výsledek | Hosté                    |
| ------------------------ | -------- | ------------------------ |
| Juventus FC              | 1 : 0    | FK Zenit Sankt-Petěrburg |
| Real Madrid              | 2 : 0    | FK BATE                  |
| FK BATE                  | 2 : 2    | Juventus FC              |
| FK Zenit Sankt-Petěrburg | 1 : 2    | Real Madrid              |
| FK Zenit Sankt-Petěrburg | 1 : 1    | FK BATE                  |
| Juventus FC              | 2 : 1    | Real Madrid              |
| FK BATE                  | 0 : 2    | FK Zenit Sankt-Petěrburg |
| Real Madrid              | 0 : 2    | Juventus FC              |
| FK Zenit Sankt-Petěrburg | 0 : 0    | Juventus FC              |
| FK BATE                  | 0 : 1    | Real Madrid              |
| Juventus FC              | 0 : 0    | FK BATE                  |
| Real Madrid              | 3 : 0    | FK Zenit Sankt-Petěrburg |

## Play off

### Osmifinále
Los se uskutečnil 19. prosince 2008 v Nyonu. Úvodní zápasy se hrály 24. a 25. února, odvety pak 10. a 11. března.
| Domácí v 1. zápase | Celkem               | Hosté v 1. zápase    | 1. zápas     | 2. zápas     |
| ------------------ | -------------------- | -------------------- | ------------ | ------------ |
| Chelsea FC         | 3 : 2                | Juventus FC          | 1 : 0 Report | 2 : 2 Report |
| Villarreal         | 3 : 2                | Panathinaikos        | 1 : 1 Report | 2 : 1 Report |
| Sporting CP        | 1 : 12               | FC Bayern Mnichov    | 0 : 5 Report | 1 : 7 Report |
| Atlético Madrid    | 2 : 2                | FC Porto             | 2 : 2 Report | 0 : 0 Report |
| Olympique Lyon     | 3 : 6                | FC Barcelona         | 1 : 1 Report | 2 : 5 Report |
| Real Madrid        | 0 : 5                | Liverpool FC         | 0 : 1 Report | 0 : 4 Report |
| Arsenal FC         | 1 : 1 na penalty 7:6 | AS Řím               | 1 : 0 Report | 0 : 1 Report |
| Inter Milán        | 0 : 2                | Manchester United FC | 0 : 0 Report | 0 : 2 Report |

### Čtvrtfinále
První čtvrtfinálová utkání proběhnou 7.–8. dubna, odvety 14.–15. dubna
| Domácí v 1. zápase   | Celkem | Hosté v 1. zápase | 1. zápas     | 2. zápas     |
| -------------------- | ------ | ----------------- | ------------ | ------------ |
| Manchester United FC | 3 : 2  | FC Porto          | 2 : 2 Report | 1 : 0 Report |
| Villarreal           | 1 : 4  | Arsenal FC        | 1 : 1 Report | 0 : 3 Report |
| Liverpool FC         | 5 : 7  | Chelsea FC        | 1 : 3 Report | 4 : 4 Report |
| FC Barcelona         | 5 : 1  | FC Bayern Mnichov | 4 : 0 Report | 1 : 1 Report |

### Semifinále
Semifinálová utkání se odehrají 28.–29. dubna, odvety 5.–6. května.
| Domácí v 1. zápase   | Celkem | Hosté v 1. zápase | 1. zápas     | 2. zápas     |
| -------------------- | ------ | ----------------- | ------------ | ------------ |
| Manchester United FC | 4 : 1  | Arsenal FC        | 1 : 0 Report | 3 : 1 Report |
| FC Barcelona         | 1 : 1  | Chelsea FC        | 0 : 0 Report | 1 : 1 Report |

### Finále
Finálové utkání se odehrálo 27. května ve 20:45 na Olympijském stadionu v Římě.
| 27. května 2009 20:45 CET |        |                      |                                                               |
| Barcelona                 | 2 – 0  | Manchester United FC | Stadio Olimpico, Řím diváci: 62 467 rozhodčí: Massimo Busacca |
| Eto'o 10' Messi 70'       | Report |                      | Stadio Olimpico, Řím diváci: 62 467 rozhodčí: Massimo Busacca |

## Vítěz
| Liga mistrů UEFA 2008/09 FC Barcelona (3. titul) Víctor Valdés, Carles Puyol , Yaya Touré, Gerard Piqué, Sylvinho, Sergio Busquets, Xavi, Andrés Iniesta, Lionel Messi, Thierry Henry, Samuel Eto'o, José Manuel Pinto, Martín Cáceres, Marc Muniesa, Seydou Keita, Eiður Guðjohnsen, Bojan Krkić, Pedro Rodríguez Trenér: Pep Guardiola |